# 196 aC
El 196 aC va ser un any del calendari romà prejulià. Durant la República i l'Imperi Romà, era conegut com a any del consolat de Purpureó i Marcel (o, més rarament, any 558 ab urbe condita o de la fundació de la ciutat). L'ús del nom «196 aC» per referir-se a aquest any es remunta a l'alta edat mitjana, quan el sistema Anno Domini va ser el mètode de numeració dels anys més comú a Europa.

## Esdeveniments

### Antic Egipte
- Pedra de Rosetta. Una pedra de granodiorita amb tres inscripcions: la superior en jeroglífics de l'antic Egipte, la central en escriptura demòtica egípcia i la inferior en grec antic, que donen informació d'un mateix decret de Ptolemeu V Epífanes. L'any 1822, Jean-François Champollion la va estudiar, i el 1823, Thomas Young, cosa que va permetre de llegir els jeroglífics. La descoberta va facilitar la traducció d'altres texts. La pedra es troba actualment al Museu Britànic de Londres.[2]

### Antiga Grècia
- Tit Quinti Flaminí rep els deu comissionats romans que arriben a Grècia per discutir els afers del país. Macedònia ha d'evacuar totes les ciutats gregues a Europa i Àsia que ocupa, i renunciar a les que havia ocupat abans. Corint és entregada a la Lliga Aquea i a l'estiu s'hi celebren els jocs ístmics on es proclama la llibertat i la independència de Grècia. Tessàlia es divideix en quatre estats Magnèsia, Perrèbia, Dolòpia i la Tessaliòtida. La Lliga Etòlia rep Ambràcia, la Fòcida, i la Lòcrida, i la Lliga Aquea una part del Peloponnès. També Atenes rep algunes possessions.[3][4]

### Antiga Roma
- Aquest any són elegits cònsols Luci Furi Purpureó i Marc Claudi Marcel.[5]
- Marcel vol fer la guerra contra el Regne de Macedònia que Tit Quinti Flaminí ja havia acabat, però es ratifica la pau i fa la guerra a la Gàl·lia Cisalpina. Sofreix una derrota inicial per part dels gals bois, però després venç als ínsubres, conquereix Comum i derrota parcialment a bois i lígurs. Al seu retorna Roma li concedeixen els honors del triomf.[6]
- Purpureó, amb el seu col·lega, derrota els bois. Durant el seu mandat dedica un temple a Júpiter.[7]